# 擬羊魚屬
擬羊魚属，為輻鰭魚綱鱸形目鱸亞目鬚鯛科的其中一属。

## 下属物种
- 艾氏擬羊魚（Mulloidichthys ayliffe ）
- 墨西哥擬羊魚（Mulloidichthys dentatus）
- 黃帶擬羊魚（Mulloidichthys flavolineatus）：又稱黃線擬鬚鯛。
- 馬丁擬羊魚（Mulloidichthys martinicus）
- 仿擬羊魚（Mulloidichthys mimicus）
- 紅背擬羊魚（Mulloidichthys pfluegeri）：又稱紅背擬鬚鯛。
- 無斑擬羊魚（Mulloidichthys vanicolensis）：又稱金帶擬鬚鯛、無斑擬緋鯉。